# Emphytoeciosoma daguerrei
Emphytoeciosoma daguerrei là một loài bọ cánh cứng trong họ Cerambycidae.